# Колосник

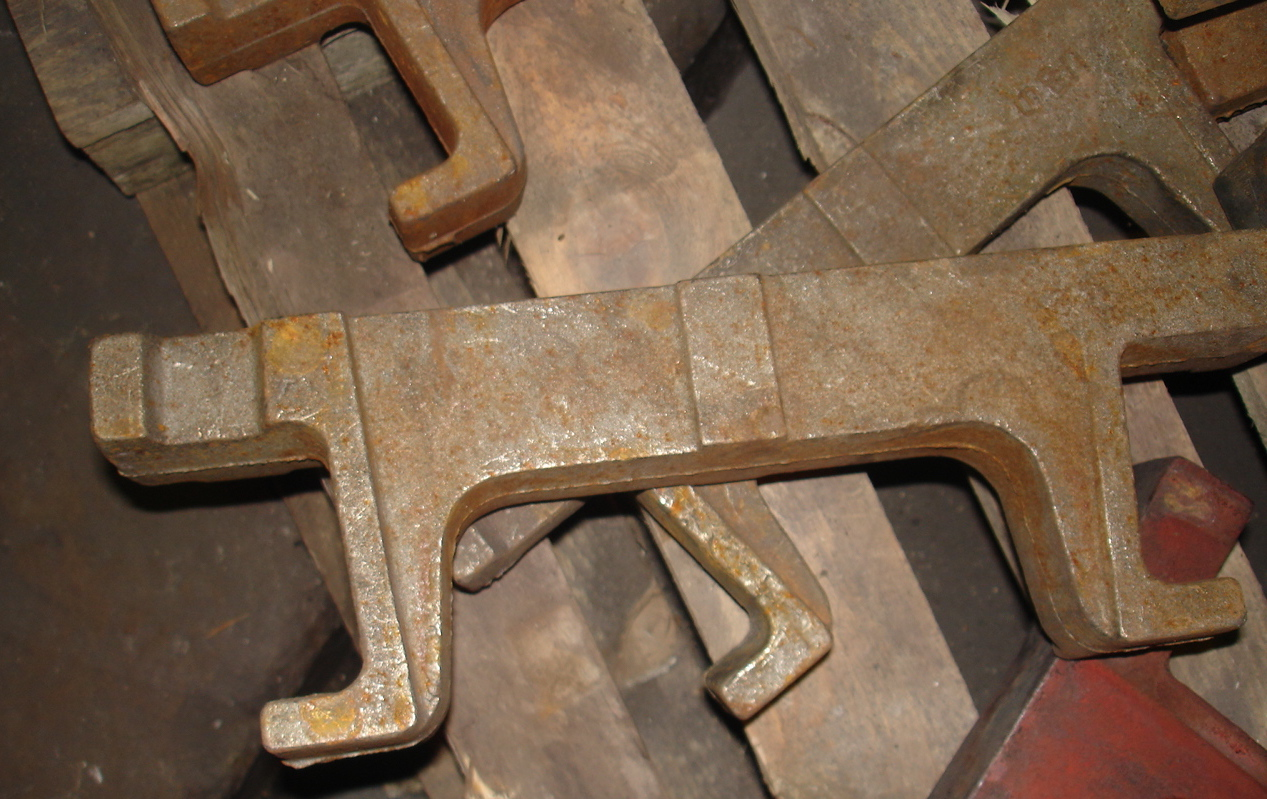
Колосник, який застосовується в процесі випалення руд.

Колосни́к (від рос. колосник, первісне значення — «брусок решітки для сушіння снопів, колосся»; укр. рушти́на) — складовий елемент колосникової решітки, яку використовують як опірну площину для палива в топках, а також як робочу (просіюючу) поверхню у колосникових грохотах — нерухомих похилих або коливних.
Використовують колосники з профілем поперечного перетину, який при грохоченні чинить найменший опір проходженню дрібних шматків і одночасно скорочує можливість заклинювання «трудних зерен» між колосниками.
Колосникові решітки застосовують для підготовчого грохочення — виділення крупних класів при відстані між колосниками не менше 50 мм.
На рудних збагачувальних фабриках колосникові решітки установлюються перед дробарками крупного дроблення для відділення матеріалу крупністю менше 200—300 мм. Оскільки на колосникову решітку надходить руда крупністю до 1000—1200 мм, колосники виготовлюють з двотаврових балок та захищають їх плитами з марганцевистої сталі. Матеріал по ситу переміщається під дією сили ваги, тому кут нахилу сита повинен бути 30 — 45о, а при підвищеній вологості матеріалів на 5–10о більше. Недолік колосникових сит — відносно малий коефіцієнт живого перетину (40 — 70 %). Перевага — простота конструкції, надійність роботи.